# Worcesteria
Worcesteria là một chi bướm đêm thuộc họ Tortricidae.

## Các loài
- Worcesteria recondita Razowski, 2006